# さいたま水族館
さいたま水族館（さいたますいぞくかん）は、埼玉県羽生市にある淡水魚の水族館である。

## 概要
1983年（昭和58年）10月に開館。埼玉県内に生息する87種類の魚のうち約70種類を、また両生爬虫類、甲殻類など合計約130種1200点を展示している。館内は、県内及び東京都内を流れている荒川の約200kmを、上流から河口部まで下るようなスタイルで展示している。
また、天然記念物に指定されているミヤコタナゴや、地球上で唯一埼玉県熊谷市にある元荒川の源流、上流のみ生息し埼玉県の「県の魚」や熊谷市の「市の魚」に指定されているムサシトミヨのほか、世界の代表的な熱帯魚も展示している。
オオクチバスや、コクチバス、ブルーギルなどの外来種も展示されている。
館内の庭池では、ソウギョやアオウオ、コイ、ニシキゴイなどがいて、餌を与えることが可能となっている。
2021年（令和3年）４月5日から、園内で唯一の哺乳類であるコツメカワウソの展示が「カワウソの渓流」で始まった。水中の様子も観覧することができる。

なお、さいたま市と同じく平仮名表記の「さいたま」を冠しているが、2001年にさいたま市が新設される以前（開館当時）からこの施設名を名乗っている。

## 公園
本館は、羽生水郷公園内にあり、園内には菖蒲田、修景池など水を取り入れた施設を中心に整備されている。また、国内でも数少ないムジナモ自生地の宝蔵寺沼がある。

## 事故・不祥事
- 2014年2月と4月に庭池でチョウザメ、アオウオ、アメリカナマズ等の魚が大量に死んでいるのが発覚した[1][2]。羽生警察署は6月16日に元職員の男性（熊谷市長の甥[要出典]）を器物損壊と威力業務妨害容疑で逮捕した[3]。逮捕直後の取り調べに対し、容疑を否認していたが[3]、8月4日に器物損壊容疑でさいたま地検熊谷支部に追送検された際には、両件について認めている[4]。また、7月4日には威力業務妨害罪などで起訴されている[5]。そして9月2日に初公判が開かれたのち[6]、12月2日に懲役3年、執行猶予4年が言い渡された[7]。
- 2014年5月には窓ガラス14枚と便器2基が壊される事件が発生した[8]。
- 2016年6月12日未明に発生した火事で、国の天然記念物の淡水魚ミヤコタナゴ245匹など26種、約1600匹が死んだことが13日、県の調査で判明した。県によると、死んだのはほかに国の希少生物のニッポンバラタナゴ232匹、県の魚のムサシトミヨ510匹、ホウシャガメ6匹、ホシガメ2匹など。同館では136種、約9300匹の生き物を飼育していた。羽生警察署などによると、この火事で鉄筋コンクリート2階建ての一部（約240平方メートル）が焼けた。11日午後10時ごろに職員が帰宅した際は異常がなく、侵入された形跡もないという。2階のバックヤードの被害が大きく、火事による熱と煙や、停電で水槽のポンプが止まったことなどが大量死の原因とみられている。1階のホシガメコーナーの電気ヒーター付近が激しく燃えており、同署が火元の可能性があるとみて詳しい出火原因を調べた[9]。

## 交通
埼玉県道366号三田ヶ谷礼羽線沿いにある。
- 車：東北自動車道羽生ICから3km。駐車料金は無料[10]。

- 電車： 東武伊勢崎線羽生駅または加須駅から7km（タクシー利用で15分）[10]。
- バス： あい・あいバス「キヤッセ羽生・水郷公園」前停留所下車
  - 羽生駅からは特定日に無料直通バスの運行がある。

## 入館料
大人／400円　(特別展開催中　500円）、小人（小・中学生） ／100円　(特別展開催中　200円）
※6歳未満（未就学児）、障害者手帳提示者は無料

## 開館時間
- 9:30 - 17:00（12月1日 - 翌年2月28日は16:30まで）[11]

※休館日 不定休
さいたま水族館HPにて公開